# Số nguyên tố Chen
Số nguyên tố p được gọi là số nguyên tố Chen (Trần) nếu p + 2 cũng là số nguyên tố hoặc là tích của hai số nguyên tố.
Vào năm 1966, Trần Cảnh Nhuận (Chen Jingrun) đã chứng minh rằng có vô hạn số nguyên tố như vậy.
Một số số nguyên tố Chen đầu tiên là
2, 3, 5, 7, 11, 13, 17, 19, 23, 29, 31, 37, 41, 47, 53, 59, 67, 71, 83, 89, 101 (dãy số A109611 trong bảng OEIS)
Rudolf Ondrejka (1928-2001) đã tìm được một ma trận kỳ ảo 3x3 của 9 số Chen :
| 17  | 89 | 71  |
| 113 | 59 | 5   |
| 47  | 29 | 101 |

Vào tháng 10-2005 Micha Fleuren và nhóm PrimeForm đã tìm thấy số nguyên tố Chen lớn nhất hiện nay, (1284991359 · 298305 + 1) · (96060285 · 2135170 + 1) − 2 với 70301 chữ số.
Số nhỏ hơn trong một cặp số nguyên tố sinh đôi là số nguyên tố Chen (theo định nghĩa). Đến năm 2006, cặp số nguyên tố sinh đôi lớn nhất tìm thấy là 100314512544015 · 2171960 ± 1; nó được tìm thấy bởi các nhà toán học Hungary Zoltán Járai, Gabor Farkas, Timea Csajbok, Janos Kasza và Antal Járai. Nó có 51780 chữ số.

## Một số kết quả khác
Chen cũng chứng minh dạng tổng quát sau: Với mọi số nguyên chẵn h, tồn tại vô số số nguyên tố p sao cho  p + h là số nguyên tố hoặc nửa nguyên tố.
Terence Tao và Ben Green vào năm 2005 đã chứng minh rằng có nhiều vô hạn các cấp số cộng có độ dài bằng 3 của các số nguyên tố Chen. Binbin Zhou tổng quát hóa thành cấp số cộng với độ dài tùy ý.